# Château du Tertre (Ambrières-les-Vallées)
Pour les articles homonymes, voir Château du Tertre.
Le château du Tertre est un château français situé dans la commune d'Ambrières-les-Vallées, dans le département de la Mayenne en région Pays de la Loire.

## Situation
Il se situe à quelques centaines de mètres de la petite route qui relie Ambrières-les-Vallées au Pas ; le château du Tertre se niche tout près de la Varenne, sous les frondaisons d'arbres centenaires. Ce château, ou plutôt cette « maison de campagne », a été dessiné par Eugène Viollet-le-Duc au XIXe siècle.

## Histoire
Eugène Viollet-le-Duc, inspecteur général des édifices diocésains, était venu à Laval en 1855 pour inspecter à la fois la cathédrale de la Sainte-Trinité et les emplacements choisis pour l'évêché et le séminaire. Il y rencontre Mgr Casimir Wicart. C'est à cette occasion qu'Eugène Viollet-le-Duc rencontre Auguste Griois (1818-1884), riche rentier et fils d'un notaire parisien qui acheta le domaine du Tertre en 1856, il y fit construire une maison sur la taillère du Grand-Aulnay, terrain compris dans la closerie du Tertre sur 9 ares 20 ca. Sur le même terrain, en 1872, les Archives départementales de la Mayenne notent la construction d'un château, celui dû à Eugène Viollet-le-Duc.
Eugène Viollet-le-Duc a dessiné le château mais en a confié la réalisation à son gendre, Maurice Ouradou. Eugène Viollet-le-Duc avait observé les lieux : la Varenne qui coule au pied, le chemin d'accès à 120° par rapport à la rivière. C'est autour de cet axe qu'est imaginé le château. En entrant dans le superbe vestibule soutenu par des colonnes de granit, on peut voir toutes les pièces.
La cheminée se trouvait sous la fenêtre du cabinet de travail et les conduits de chaque côté. Réalisé en brique rouge (aujourd'hui couverte d'un enduit) et en granit, la « maison de campagne » s'est vu adjoindre plus tard une tourelle qui a alourdi énormément la bâtisse. Mais à vrai dire, la restauration entreprise lors de l'acquisition du château du Tertre par le ministère de la Justice en 1966, a davantage contribué à déséquilibrer la construction.

## Occupation

### Famille Koch-Foccart
Auguste Griois avait pris sous sa protection en 1850, Victoire-Frédérique Foccart (1822-1910), épouse de Louis-Guillaume Koch (1812-1870), huissier alsacien ainsi que le fils du couple Louis Koch-Foccart (1840-1916). Le 18 avril 1872, Auguste Griois régularise leur situation en épousant Victoire-Frédérique Foccart dans le 9e arrondissement de Paris, le père biologique de Louis Koch-Foccart étant mort à Marseille le 12 février 1870. Auguste Griois devient adjoint au maire d'Ambières puis maire de cette commune de 1870 à 1878.
Auguste Griois fait de Louis Koch-Foccart son légataire universel de son immense fortune. Celui-ci héritera du château du Tertre ainsi que d'une villa à Monaco où il mourra le 10 mars 1916. Entre-temps Louis Koch-Foccart fut maire d'Ambières de 1884 à 1895 et avait épousé Marie Masson le 30 octobre 1866 dans le 10e arrondissement de Paris, de ce mariage naîtront sept enfants :
- Louis-Auguste Koch-Foccart (1867-1916), propriétaire à Ambrières, marié le 24 avril 1893 à Lassay avec Gabrielle Brochard.
- Guillaume Koch-Foccart (1869-1869), mort trois jours après sa naissance.
- Marie-Claudine Koch-Foccart (1870-1946), religieuse catholique.
- Suzanne Koch-Foccart (1871-1925), religieuse catholique, prieure du Carmel de Laval.
- Marguerite Koch-Foccart, mariée le 13 novembre 1894 à Ambrières avec Gaston Boudet,
- Marie-Pierre Koch-Foccart (1874-1960), prêtre, secrétaire particulier de Mgr Jean-Charles Arnal du Curel.
- Guillaume Koch-Foccart (1876-1925), planteur-exportateur de bananes, marié le 23 février 1906 à Pointe-à-Pître avec Elmire Courtemanche de la Clémandière.
- Ignace-Joseph Koch-Foccart, marié le 13 avril 1926 dans le 9e arrondissement de Paris avec Adèle Gicquel.

Guillaume Koch-Foccart achète en 1889, une propriété de bananes en Guadeloupe et la fait prospérer, il est aussi maire de Gourbeyre de 1908 à 1921 et consul de la principauté de Monaco en Guadeloupe. Le 31 août 1913, Elmire Courtemanche de la Clémandière donne naissance à Jacques Foccart au château du Tertre.
Jacques Foccart grandit dans le château du Tertre jusqu'à l'âge de trois ans alors que ses parents sont repartis en Guadeloupe. En 1916, Guillaume Koch-Foccart, revenu en France pour le décès de son père Louis Koch-Foccart, emmène son fils avec lui en Guadeloupe. En 1919, la famille revient château du Tertre, Guillaume Koch-Foccart ayant vendu ses terrains en Guadeloupe, celui-ci devient le châtelain du château du Tertre. Jacques Foccart et sa famille resteront propriétaires des lieux jusqu'en 1966.

### Depuis 1950
Le château restera vide jusqu'en 1950 et il restera dans la famille jusqu’à sa vente en 1966. Il devient alors une maison de redressement pour garçons gérée par le ministère de la Justice. En 1980, il est transformé en maison de vacances par le groupe Forget, et racheté en 1991 par le groupe touristique anglais PGL (en).